# Тамарау
Тамарау (Bubalus mindorensis) — вид парнокопитних ссавців роду Буйвіл (Bubalus) родини Бикові (Bovidae).

## Поширення
Ендемік філіппінського острова Міндоро. В історичний час був поширений по всьому острові. В наш час зустрічається лише у деяких внутрішніх гірських районах. Існує три субпопуляції. 95 % тамарау живе у національному парку «Гори Ігліт — Бако». У плейстоцені тамарау існували також на острові Лусон. За оцінкою 2016 року популяція виду становить 430 особин.

## Опис
Тамарау сягає 110 см заввишки, 2 — 3 м завдовжки. Вага — 180—300 кг. Забарвлення шерсті варіюється від шоколадного або коричневого до сірого кольору. Статура щільна. Копита роздвоєні. На голові масивні важкі роги, а сама голова велика, шия коротка, ноги низькі, потужні. Статевий диморфізм виражений лише тим, що у самців розвиненіша шия. Як у самця, так і у самиці роги чорні і короткі, поверхня рогів плоска, а форма біля основи вписується в трикутник. Вони досягають 40 см завдовжки.